# Comuna Tîsaașvan, Ujhorod
Tîsaașvan (în ucraineană Тисаашвань) este o comună în raionul Ujhorod, regiunea Transcarpatia, Ucraina, formată din satele Tîsaașvan (reședința) și Tîsauifalu.

## Demografie
Componența lingvistică a comunei Tîsaașvan
     Maghiară (94,77%)
     Ucraineană (4,61%)
     Alte limbi (0,54%)
Conform recensământului din 2001, majoritatea populației comunei Tîsaașvan era vorbitoare de maghiară (94,77%), existând în minoritate și vorbitori de ucraineană (4,61%).